# Pocdolberge
Die Pocdolberge, auch Bacon-Manito-Komplex, sind ein Gebirge auf der Insel Luzon auf den Philippinen. Bei den Pocdolbergen handelt es sich um einen Vulkankomplex, der ein Gebiet von 225 km² in der Bicol-Region bedeckt. Das dreieckig geformte Gebirge liegt zwischen der Bucht von Sorsogon und des Golfs von Albay im Südosten des Mayon. Die vulkanischen Kegel im westlichen Teil sind erodiert und älter als die Vulkankegel im Osten, diese sind geomorphologisch jüngeren Datums.
Das Alter der letzten Eruption im Vulkankomplex der Pocdolberge ist nicht bekannt, da eine entsprechende Datenerhebung fehlt. Es existieren jedoch ein Feld von Fumarolen und ein Geysir in der Nähe des Zentrums des steil aus der Ebene herausragenden Vulkankomplexes.
In den Pocdolbergen nutzen die Geothermie-Kraftwerke Bacon-Manito I und II, die geothermalen Quellen. Zusammen erzeugen sie 150 MW elektrischen Strom. Der kleine Gebirgszug steht als PNOC-ECOPARK unter Naturschutz, der von der Stadtverwaltung von Sorsogon City auf einer Fläche von 25.100 Hektar eingerichtet wurde. Zu den Attraktionen gehören die Zwillingswasserfälle Botong.

## Quelle
- Pocdolberge im Global Volcanism Program der Smithsonian Institution (englisch)